# Saeid Safarzadeh
Saeid Safarzadeh   (Tabriz, 21 de setembre de 1985) és un ciclista iranià, professional des del 2012. Actualment corre a l'equip Qinghai Tianyoude Cycling Team. En el seu palmarès destaquen diversos campionats nacionals, tant en ruta com en contrarellotge, i el Tour de l'Iran del 2023.

## Palmarès
- 2015
  - Vencedor d'una etapa al Tour de l'Iran
- 2017
  - Vencedor d'una etapa al Tour de l'Iran
- 2018
  -  Campió de l'Iran en ruta
  - Vencedor d'una etapa al Tour de l'Iran
- 2019
  -  Campió de l'Iran en contrarellotge
- 2021
  -  Campió de l'Iran en ruta
- 2022
  - Vencedor d'una etapa al Tour de l'Iran
- 2023
  -  Campió de l'Iran en ruta
  -  Campió de l'Iran en contrarellotge
  - 1r al Tour de l'Iran i vencedor d'una etapa
  - Vencedor d'una etapa al Tour de Sakarya
- 2024
  -  Campió de l'Iran en contrarellotge
- 2025
  -  Campió de l'Iran en contrarellotge
  - 1r al Tour de l'Iran i vencedor d'una etapa